# Giampiero Savio
Giampiero Savio (nacido el 06 de noviembre de 1959 en Údine, Italia) es un exjugador italiano de baloncesto. Con 1.95 de estatura, jugaba en la posición de escolta.

## Equipos
- 1975-1982 Pallalcesto Amatori Udine
- 1982-1985 Fabriano Basket
- 1985-1988 Auxilium Torino
- 1988-1990 Viola Reggio Calabria
- 1990-1993 Scaligera Verona
- 1993-1994 Virtus Bologna
- 1994-1995 Mens Sana Siena
- 1997-1998 Scaligera Verona

## Palmarés clubes
- LEGA: 1
Virtus Bologna: 1994
- Copa Italia: 1
Scaligera Verona: 1991
- Copa Korac: 1
Scaligera Verona: 1998